# Східноприазовська площа

1 — контур території Східноприазовської площі; 2 — державний кордон України; 3 — кутові точки, що обмежують Східноприазовську площу.

Східноприазовська площа є східною частиною Приазовського мегаблоку Українського щита (УЩ), обмеженого з півночі Складчастим Донбасом (СД), півдня — Причорноморською западиною (ПЗ), південного сходу і сходу — Азово-Кубанською западиною (АКЗ).
Східноприазовська площа характеризується триповерховою будовою. Нижній структурний поверх — кристалічний фундамент, — представлений складно дислокованими, переважно докембрійськими (архейського та протерозойського віку), утвореннями. Середній герцинський — представлений слабо дислокованими породами Складчастого Донбасу середнього та верхнього девону і нижнього та середнього карбону. Верхній альпійський — платформний чохол, складений осадовими відкладами мезозойського і кайнозойського віку.